# クラチエ
クラチエ(ក្រចេះ/Kratié )は、カンボジア東部クラチエ州の州都で、メコン川沿いの街。
クラチエ付近のメコン川には、イラワジイルカの群れが住み着いており、街の観光資源となっている。近年は、エコ・ツーリズムブームのためか、ここを訪れる観光客が増加している。観光船はクラチエから北に数キロ行った村から発着している。
カンボジアのメコンイルカ保護プロジェクト ( Cambodian Mekong Dolphin Conservation project ) によると、カンボジアのメコン川上流には110匹を越えるカワイルカが生息している。